# La Revolución de Juan Escopeta
La Revolución de Juan Escopeta es una película de animación mexicana producida por Animex Producciones (responsables de La leyenda de la nahuala y Nikté (película)) y Aeroplano Films, fue dirigida por Jorge A. Estrada y fue estrenada en salas nacionales el 4 de noviembre del 2011. 
Contó con la participación de Joaquín Cosío, Bruno Bichir, Julieta Egurrola, Dolores Heredia y este sería uno de los últimos trabajos del actor Carlos Cobos debido a su posterior muerte al año siguiente. Este vendría siendo el último largometraje de la compañía en animación tradicional.

## Historia
En 1914 en el pueblo de Mineral de la Luz, ubicado en el estado Guanajuato vive un niño llamado Gapo quién debe dejarlo atrás ya que se después de presenciar la muerte de su madre decide ir al norte en busca de su hermano mayor más conocido como El Damián un héroe revolucionario, pero no estará sólo ya que en su viaje lo acompañara el  ex soldado pero pistolero a sueldo Juan Escopeta; durante su viaje atravesarán lugares y acontecimientos muy significativos para lo que es la Revolución mexicana además de que un asesino llamado El Zopilote estará también en búsqueda de este héroe.le falta mas

## Elenco
- Joaquín Cosío como Juan Escopeta
- Ulises Nieto como Gaspar ¨Gapo¨ Tena
- Pedro Plasencia como Timoteo ¨Timo¨ Domínguez
- Julieta Egurrola como La Monja
- Dolores Heredia como Doña Carmen
- Carlos Cobos como El Gordo
- Bruno Bichir como El Zopilote
- Lalo Tex como Celedonio

## Producción
La animación fue hecha en Animex Producciones con el apoyo de Estudio Haini (quienes previamente les habían ayudado en Nikté) y Grupo Es Comic! con algunas referencias históricas (como el ambiente, la vestimenta y alguno que otro acontecimiento que se llevó a cabo en algún pueblo visto dentro de la trama) y parte de la historia vino por parte de algunos de los escritores de la productora Aeroplano Films. 
La música fue compuesta por el célebre compositor Jorge Calleja y en la parte de la producción corrió por Ricardo Arnaiz.

## Cómic
En el 2010 se lanzó un cómic a modo de precuela de la cinta escrito por el mismo director Jorge A. Estrada.

## Estreno
Originalmente se tenía pensada estrenarse durante los festejos del Centenario de la Revolución Mexicana, sin embargo la película se retrasó por complicaciones de la producción, por lo que salió al año siguiente y por fin pudo estrenarse el 4 de noviembre. 
La película fracasó en taquilla debido a la dura competencia que tuvo al lado de otros títulos animados que había en cartelera en aquel entonces.